# Seznam německých názvů obcí a osad v Česku, U
Tento seznam obsahuje německé názvy (exonyma) českých obcí začínajících na písmeno U.
Tento seznam by měl sloužit pro orientaci v starých písemných pramenech, mapách atd., nikoliv pro překlad českých názvů měst do němčiny. Většina z těchto německých názvů by při použití v současnosti byla nesrozumitelná.
| Český název               | Historická země | Okres               | Německý název               | Poznámka                                            |
| ------------------------- | --------------- | ------------------- | --------------------------- | --------------------------------------------------- |
| Úbislav                   | Čechy           | Prachatice          | Aubislau                    |                                                     |
| Úbislavice                | Čechy           | Jičín               | Auslauf                     |                                                     |
| Úblo                      | Slezsko         | Opava               | Aubeln                      |                                                     |
| Úboč                      | Čechy           | Domažlice           | Aubotschen                  |                                                     |
| Úbočí                     | Čechy           | Cheb                | Amonsgrün                   |                                                     |
| Úborsko                   | Čechy           | Klatovy             | Auborsko                    |                                                     |
| Ubušín                    | Morava          | Žďár nad Sázavou    | Groß Ubuschin               |                                                     |
| Ubušínek                  | Morava          | Žďár nad Sázavou    | Klein Ubuschin              |                                                     |
| Udánky                    | Morava          | Svitavy             | Undangs                     |                                                     |
| Údavy                     | Čechy           | Havlíčkův Brod      | Audau                       |                                                     |
| Udeřice                   | Morava          | Třebíč              | Uderschitz                  |                                                     |
| Údlice                    | Čechy           | Chomutov            | Eidlitz                     |                                                     |
| Údolí                     | Čechy           | Havlíčkův Brod      | Pochwald                    | dříve česky Pochvald                                |
| Údolí                     | Čechy           | Pelhřimov           | Audol                       |                                                     |
| Údolí                     | Čechy           | Ústí nad Orlicí     | Margaretental               |                                                     |
| Údolí                     | Čechy           | Sokolov             | Zech                        | dříve česky Cecha                                   |
| Údolnice                  | Čechy           | Benešov             | Audolnitz                   |                                                     |
| Údraž                     | Čechy           | Písek               | Autrasch                    |                                                     |
| Údrč                      | Čechy           | Karlovy Vary        | Uldritsch                   |                                                     |
| Údrnice                   | Čechy           | Jičín               | Audernitz                   |                                                     |
| Údrnická Lhota            | Čechy           | Jičín               | Lhota-Audernitz             | osada vesnice Údrnice                               |
| Uhelná                    | Čechy           | Liberec             | Kohlige                     |                                                     |
| Uhelná Příbram            | Čechy           | Havlíčkův Brod      | Kohl Pibrans                |                                                     |
| Úhelnice                  | Čechy           | Mladá Boleslav      | Auhelnitz                   |                                                     |
| Úherce                    | Čechy           | Louny               | Auhertz                     |                                                     |
| Úherce                    | Čechy           | Mladá Boleslav      | Uhertz                      |                                                     |
| Úherce                    | Čechy           | Plzeň-sever         | Auherzen                    |                                                     |
| Uherčice                  | Morava          | Břeclav             | Auertschitz                 |                                                     |
| Úherčice                  | Čechy           | Chrudim             | Auertschitz                 |                                                     |
| Uherčice                  | Morava          | Znojmo              | Ungarschitz                 |                                                     |
| Uherské Hradiště          | Morava          | Uherské Hradiště    | Ungarisch Hradisch          |                                                     |
| Uherský Brod              | Morava          | Uherské Hradiště    | Ungarisch Brod              |                                                     |
| Uherský Ostroh            | Morava          | Uherské Hradiště    | Ungarisch Ostra             |                                                     |
| Úhlejov                   | Čechy           | Jičín               | Auchlejow                   |                                                     |
| Uhlíře                    | Čechy           | Jičín               | Auchlirsch                  |                                                     |
| Uhlířov                   | Slezsko         | Opava               | Köhlersdorf                 | (původně součást tzv. moravských enkláv ve Slezsku) |
| Uhlířská Lhota            | Čechy           | Kolín               | Köhler-Lhota                |                                                     |
| Uhlířské Janovice         | Čechy           | Kutná Hora          | Kohljanowitz, Kohl-Janowitz |                                                     |
| Uhliště                   | Čechy           | Klatovy             | Kohlheim                    |                                                     |
| Úholičky                  | Čechy           | Praha-západ         | Uholitz                     |                                                     |
| Úhonice                   | Čechy           | Praha-západ         | Auhonitz                    |                                                     |
| Úhořilka                  | Čechy           | Havlíčkův Brod      | Preußdorf                   |                                                     |
| Úhošťany                  | Čechy           | Chomutov            | Atschau                     |                                                     |
| Úhrov                     | Čechy           | Havlíčkův Brod      | Auerhof                     |                                                     |
| Úhřetice                  | Čechy           | Chrudim             | Aurschetitz                 |                                                     |
| Úhřetická Lhota           | Čechy           | Pardubice           | Lhota-Aurschetitz           |                                                     |
| Uhřice                    | Morava          | Blansko             | Ungerndorf                  |                                                     |
| Uhřice                    | Morava          | Hodonín             | Auherschitz                 |                                                     |
| Uhřice                    | Morava          | Kroměříž            | Auherschitz                 |                                                     |
| Uhřice                    | Čechy           | Prachatice          | Auerschitz                  |                                                     |
| Uhřice                    | Čechy           | Příbram             | Auherschitz                 |                                                     |
| Uhřice                    | Morava          | Vyškov              | Urschitz                    |                                                     |
| Uhřičice                  | Morava          | Přerov              | Auhertschitz                |                                                     |
| Uhříněves                 | Čechy           | hl. m. Praha        | Aurschinewes                |                                                     |
| Uhřínov                   | Morava          | Přerov              | Ungersdorf                  |                                                     |
| Uhřínov                   | Morava          | Žďár nad Sázavou    | Ungersdorf Aurschinow       |                                                     |
| Uhřínovice                | Morava          | Jihlava             | Rupprenz                    |                                                     |
| Uhřínovice                | Čechy           | Rychnov nad Kněžnou | Aurschinowitz               |                                                     |
| Ujčín                     | Čechy           | Klatovy             | Autschin                    |                                                     |
| Ujčov                     | Morava          | Žďár nad Sázavou    | Ujtschow                    |                                                     |
| Újezd                     | Čechy           | Beroun              | Aujest                      |                                                     |
| Újezd                     | Morava          | Blansko             | Aujest                      |                                                     |
| Újezd                     | Čechy           | Česká Lípa          | Ujest                       |                                                     |
| Újezd                     | Čechy           | Domažlice           | Aujestel                    |                                                     |
| Újezd                     | Čechy           | Hradec Králové      | Aujest                      |                                                     |
| Újezd                     | Čechy           | Mladá Boleslav      | Aujest                      |                                                     |
| Újezd                     | Morava          | Olomouc             | Augezd                      |                                                     |
| Újezd                     | Čechy           | Písek               | Aujest                      |                                                     |
| Újezd                     | Čechy           | Plzeň-jih           | Aujest                      |                                                     |
| Újezd                     | Čechy           | Plzeň-město         | Aujest                      |                                                     |
| Újezd                     | Čechy           | Plzeň-sever         | Aujest                      |                                                     |
| Újezd                     | Čechy           | Strakonice          | Groß Aujest                 |                                                     |
| Újezd                     | Čechy           | Ústí nad Labem      | Augiesel                    |                                                     |
| Újezd                     | Morava          | Zlín                | Aujest                      |                                                     |
| Újezd                     | Morava          | Znojmo              | Mähring Aujest              |                                                     |
| Újezd                     | Morava          | Žďár nad Sázavou    | Aujest                      |                                                     |
| Újezd nad Lesy            | Čechy           | hl. m. Praha        | Aujest am Walde             |                                                     |
| Újezd nad Zbečnem         | Čechy           | Rakovník            | Aujest bei Sbetschno        |                                                     |
| Újezd nade Mží            | Čechy           | Plzeň-sever         | Aujezd obder Mies           |                                                     |
| Újezd pod Kladnem         | Čechy           | Kladno              | Aujest unter Kladno         | osada města Kladno                                  |
| Újezd pod Troskami        | Čechy           | Jičín               | Aujest bei Groß Skal        |                                                     |
| Újezd Svatého Kříže       | Čechy           | Domažlice           | Heiligenkreuz               |                                                     |
| Újezd u Boskovic          | Morava          | Blansko             | Aujest                      |                                                     |
| Újezd u Brna              | Morava          | Brno-venkov         | Aujest                      |                                                     |
| Újezd u Černé Hory        | Morava          | Blansko             | Aujest                      |                                                     |
| Újezd u Chanovic          | Čechy           | Klatovy             | Aujest bei Chanowitz        |                                                     |
| Újezd u Chocně            | Čechy           | Ústí nad Orlicí     | Auertschitz                 |                                                     |
| Újezd u Kasejovic         | Čechy           | Plzeň-jih           | Aujest bei Kassejowitz      |                                                     |
| Újezd u Krásné            | Čechy           | Cheb                | Mähring, Mähring bei Asch   | zaniklá obec                                        |
| Újezd u Plánice           | Čechy           | Klatovy             | Aujest                      |                                                     |
| Újezd u Průhonic          | Čechy           | hl. m. Praha        | Aujest bei Pruhonitz        |                                                     |
| Újezd u Přelouče          | Čechy           | Pardubice           | Aujest                      |                                                     |
| Újezd u Rosic             | Morava          | Brno-venkov         | Aujest                      |                                                     |
| Újezd u Sezemic           | Čechy           | Pardubice           | Aujest                      |                                                     |
| Újezd u Skaličan          | Čechy           | Strakonice          | Aujest bei Skaltschan       |                                                     |
| Újezd u Svatého Kříže     | Čechy           | Rokycany            | Aujest bei Heiligenkreuz    |                                                     |
| Újezd u Tišnova           | Morava          | Brno-venkov         | Aujest                      |                                                     |
| Újezdec                   | Čechy           | Hradec Králové      | Aujestetz                   |                                                     |
| Újezdec                   | Čechy           | Jindřichův Hradec   | Aujestetz                   |                                                     |
| Újezdec                   | Čechy           | Klatovy             | Aujestel                    | u Bolešin                                           |
| Újezdec                   | Čechy           | Klatovy             | Aujestel                    | u Mochtína                                          |
| Újezdec                   | Čechy           | Kolín               | Aujestetz                   |                                                     |
| Újezdec                   | Čechy           | Kutná Hora          | Aujestetz                   |                                                     |
| Újezdec                   | Čechy           | Mělník              | Aujestetz                   |                                                     |
| Újezdec                   | Čechy           | Mladá Boleslav      | Aujestetz                   |                                                     |
| Újezdec                   | Čechy           | Náchod              | Aujestetz                   | osada vesnice Lhota pod Hořičkami                   |
| Újezdec                   | Čechy           | Plzeň-jih           | Aujestl                     |                                                     |
| Újezdec                   | Čechy           | Prachatice          | Aujestetz                   |                                                     |
| Újezdec                   | Morava          | Přerov              | Aujestetz                   |                                                     |
| Újezdec                   | Čechy           | Rakovník            | Klein-Aujest                |                                                     |
| Újezdec                   | Čechy           | Semily              | Aujestetz                   |                                                     |
| Újezdec                   | Čechy           | Strakonice          | Aujestetz                   | u Bělčic                                            |
| Újezdec                   | Čechy           | Strakonice          | Kleinaujest                 | u Číčenic                                           |
| Újezdec                   | Čechy           | Svitavy             | Aujestetz                   |                                                     |
| Újezdec                   | Morava          | Uherské Hradiště    | Aujestetz                   | u Buchlovic                                         |
| Újezdec                   | Morava          | Uherské Hradiště    | Aujest                      | u Uherského Brodu                                   |
| Újezdsko                  | Morava          | Kroměříž            | Aujest                      |                                                     |
| Ujkovice                  | Čechy           | Mladá Boleslav      | Hejkowitz                   |                                                     |
| Úklid                     | Čechy           | Příbram             | Auklid                      |                                                     |
| Úlehle                    | Čechy           | Strakonice          | Aulechle                    | u Strakonic                                         |
| Úlehle                    | Čechy           | Strakonice          | Aulechle                    | u Předslavic                                        |
| Úlehle                    | Čechy           | Tábor               | Aulechle                    |                                                     |
| Úlibice                   | Čechy           | Jičín               | Aulibitz                    |                                                     |
| Úlice                     | Čechy           | Plzeň-sever         | Ullitz                      |                                                     |
| Úlíkov                    | Čechy           | Domažlice           | Aulikau                     |                                                     |
| Úloh                      | Čechy           | Klatovy             | Auloch                      |                                                     |
| Úlovice                   | Čechy           | Louny               | Aulowitz                    |                                                     |
| Úmonín                    | Čechy           | Kutná Hora          | Aumonin                     |                                                     |
| Úmyslovice                | Čechy           | Nymburk             | Aumislowitz                 |                                                     |
| Únanov                    | Morava          | Znojmo              | Winau                       |                                                     |
| Unčice                    | Morava          | Prostějov           | Untschitz                   |                                                     |
| Unčín                     | Čechy           | Teplice             | Hohenstein                  |                                                     |
| Unčín                     | Morava          | Žďár nad Sázavou    | Untschin                    |                                                     |
| Unčovice                  | Morava          | Olomouc             | Huntschowitz                |                                                     |
| Únehle                    | Čechy           | Tachov              | Unola                       |                                                     |
| Únějovice                 | Čechy           | Domažlice           | Auniowitz                   |                                                     |
| Unerázka                  | Morava          | Svitavy             | Unrutz                      |                                                     |
| Úněšov                    | Čechy           | Plzeň-sever         | Unischau                    |                                                     |
| Únětice                   | Čechy           | Jičín               | Aunietitz                   |                                                     |
| Únětice                   | Čechy           | Plzeň-jih           | Aunietitz                   |                                                     |
| Únětice                   | Čechy           | Praha-západ         | Aunietitz                   |                                                     |
| Unhošť                    | Čechy           | Kladno              | Unhoscht                    |                                                     |
| Únice                     | Čechy           | Strakonice          | Aunitz                      |                                                     |
| Uničov                    | Morava          | Olomouc             | Mährisch Neustadt           |                                                     |
| Unín                      | Morava          | Brno-venkov         | Hunin                       |                                                     |
| Unkovice                  | Morava          | Brno-venkov         | Hunkowitz                   |                                                     |
| Úpice                     | Čechy           | Trutnov             | Eipel                       |                                                     |
| Úpohlavy                  | Čechy           | Litoměřice          | Oppolau                     |                                                     |
| Úraz                      | Čechy           | Tábor               | Auras                       |                                                     |
| Urbanice                  | Čechy           | Hradec Králové      | Urbanitz                    |                                                     |
| Urbanice                  | Čechy           | Pardubice           | Urbanitz                    |                                                     |
| Urbanov                   | Morava          | Jihlava             | Urbanau                     |                                                     |
| Určice                    | Morava          | Prostějov           | Urtschitz                   |                                                     |
| Úročnice                  | Čechy           | Benešov             | Aurotschnitz                |                                                     |
| Úsilné                    | Čechy           | České Budějovice    | Woselno                     |                                                     |
| Úsilov                    | Čechy           | Domažlice           | Ausilau                     |                                                     |
| Úsobí                     | Čechy           | Havlíčkův Brod      | Pollerskirchen              |                                                     |
| Úsobrno                   | Morava          | Blansko             | Hausbrunn                   |                                                     |
| Úsov                      | Morava          | Šumperk             | Mährisch Aussee             |                                                     |
| Ústaleč                   | Čechy           | Klatovy             | Austaletz                   |                                                     |
| Ústějov                   | Čechy           | Tábor               | Austejow                    |                                                     |
| Ústí                      | Čechy           | Benešov             | Münden                      | osada zaniklé vesnice Živohošť                      |
| Ústí                      | Čechy           | Jičín               | Aust                        |                                                     |
| Ústí                      | Čechy           | Jihlava             | Austie                      |                                                     |
| Ústí                      | Morava          | Přerov              | Munden                      |                                                     |
| Ústí                      | Čechy           | Tachov              | Truss                       |                                                     |
| Ústí                      | Morava          | Vsetín              | Austen                      |                                                     |
| Ústí nad Labem            | Čechy           | Ústí nad Labem      | Aussig an der Elbe          |                                                     |
| Ústí nad Orlicí           | Čechy           | Ústí nad Orlicí     | Wildenschwert               |                                                     |
| Ústín                     | Morava          | Olomouc             | Austin                      |                                                     |
| Ústrašice                 | Čechy           | Tábor               | Austraschitz                |                                                     |
| Ústrašín                  | Čechy           | Pelhřimov           | Austraschin                 |                                                     |
| Ústup                     | Morava          | Blansko             | Austup                      |                                                     |
| Ústupky                   | Čechy           | Chrudim             | Austupek                    |                                                     |
| Úsuší                     | Morava          | Brno-venkov         | Ausoschi                    |                                                     |
| Úsuší                     | Čechy           | Příbram             | Ususchi                     |                                                     |
| Úšava                     | Čechy           | Tachov              | Uschau                      |                                                     |
| Úšovice                   | Čechy           | Cheb                | Auschowitz                  |                                                     |
| Úštěk                     | Čechy           | Litoměřice          | Auscha                      |                                                     |
| Útěchov                   | Morava          | Brno-město          | Autiechau                   |                                                     |
| Útěchov                   | Morava          | Svitavy             | Uttigsdorf                  |                                                     |
| Útěchovice                | Čechy           | Česká Lípa          | Audishorn                   |                                                     |
| Útěchovice                | Čechy           | Pelhřimov           | Groß Autiechowitz           |                                                     |
| Útěchovice pod Stražištěm | Čechy           | Pelhřimov           | Groß Autiechowitz           |                                                     |
| Útěchovičky               | Čechy           | Pelhřimov           | Klein Autiechowitz          |                                                     |
| Útěchovičky               | Čechy           | Pelhřimov           | Klein Autiechowitz          | osada města Pelhřimov                               |
| Útěchvosty                | Čechy           | Kutná Hora          | Autiechwost                 |                                                     |
| Úterý                     | Čechy           | Plzeň-sever         | Neumarkt                    |                                                     |
| Útěšenovice               | Čechy           | Kutná Hora          | Autieschenowitz             |                                                     |
| Útěšov                    | Čechy           | Strakonice          | Autieschau                  |                                                     |
| Utín                      | Čechy           | Havlíčkův Brod      | Uttendorf                   |                                                     |
| Útušice                   | Čechy           | Plzeň-jih           | Autuschitz                  |                                                     |
| Útvina                    | Čechy           | Karlovy Vary        | Uitwa                       |                                                     |
| Úvalno                    | Slezsko         | Bruntál             | Lobenstein                  |                                                     |
| Úvaly                     | Čechy           | Praha-východ        | Auwal                       |                                                     |
| Uzenice                   | Čechy           | Strakonice          | Usenitz                     |                                                     |
| Uzeničky                  | Čechy           | Strakonice          | Klein Usenitz               |                                                     |
| Úžice                     | Čechy           | Kutná Hora          | Auschitz                    |                                                     |
| Úžice                     | Čechy           | Mělník              | Auschitz                    |                                                     |